# Stubaier Bauerntheater
Das Stubaier Bauerntheater ist eines der ältesten Bauerntheater in Tirol.

## Gründung
Gegründet wurde die Theatergruppe 1903 in Fulpmes von Ludwig Hupfauf und Hans Klingenschmid. Ersterer leitete über ein halbes Jahrhundert die Geschicke des Vereins als Obmann, war aber üderdies auch Stückeschreiber, Spielleiter und ab 1961 auch als Schauspieler tätig. Gründungsmitglied Klingenschmid starb bereits 1934.

## Obmänner
- 1903–1953 Ludwig Hupfauf vulgo "Kugler"
- 1953–1983 Hans Bichler vulgo "Grander"
- 1983–2007 Herbert Mair
- seit 2007 Michael Pfurtscheller

## Heimatabend
Seit mehr als 50 Jahren hat das Stubaier Bauerntheater auch den Stubaier Heimatabend im Programm, der in den 1950er Jahren maßgeblich von Herbert Mair aufgebaut wurde. Durch Männerchor, Stubenmusig, Diavortrag und Schuplattlergruppe hebt sich dieser Heimatabend wohltuend von billiger Folklore ab.

## Gastauftritte
Zahlreiche Gastauftritte in Tirol, Südtirol, Nürnberg und Brandis (Sachsen).